# Paul Laband
Paul Laband (24 de maio de 1838 - 23 de março de 1918) foi um jurista alemão e o principal estudioso de direito constitucional do Império Alemão.

## Vida
Labant nasceu em uma família judia e se converteu ao cristianismo em 1857. Estudou direito em Breslávia, Heidelberga e Berlim, e obteve sua habilitação em Heidelberga em 1861. Foi chamado para ensinar em Conisberga em 1864 e em Estrasburgo em 1871, onde lecionou até sua aposentadoria. O governo imperial o nomeou conselheiro de estado da Alsácia-Lorena em 1879 e membro da legislatura daquele estado em 1911. Foi signatário do Manifesto dos Noventa e Três que apoiou a entrada da Alemanha na Primeira Guerra Mundial.
Os escritos de Laband sobre direito constitucional são caracterizados por uma abordagem formalista focada na terminologia e na lógica, desconsiderando outras regras de interpretação estatutária, como considerações históricas, filosóficas, políticas ou teleológicas. Em um artigo de 1870 sobre a lei orçamentária prussiana, estabeleceu a distinção feita nos estudos jurídicos alemães entre leis no sentido formal e leis no sentido material. Laband também foi influente como editor de várias revistas jurídicas importantes e como autor do livro Staatsrecht des deutschen Reiches, que apareceu em cinco edições até 1914.

## Obras
- Beiträge zur Kunde des Schwabenspiegels, Berlim, 1861
- Das Magdeburg-Breslauer systematische Schöffenrecht, Berlim, 1863
- Jura Prutenorum, Conisberga, 1866
- Magdeburger Rechtsquellen, Conisberga, 1869
- Die vermögensrechtlichen Klagen nach den sächsischen Rechtsquellen des Mittelalters, Conisberga, 1869
- Das Budgetrecht nach den Bestimmungen der preußischen Verfassungsurkunde, Berlim, 1871
- « Das Finanzrecht des Deutschen Reichs », dans Hirths, Annalen, 1873
- Das Staatsrecht des Deutschen Reichs em três tomos, Tubinga, 1876–1882
- « Verkürzte Darstellung des Staatsrechts des Deutschen Reiches », dans Marquard, Handbuch des öffentlichen Rechts der Gegenwart, Tubinga, 1883
- Die Wandlungen der deutschen Reichsverfassung, Dresda 1895
- Der Streit über die Thronfolge im Fürstentum Lippe, Berlim, 1896